# Mágocs
Mágocs (hongrois : Mágocs [ˈmaːgotʃ] ; croate : Magoč) est une localité hongroise, ayant le rang de ville dans le comitat de Baranya.